# Esteban II de Hungría
Esteban II (en latín, Stephanus II; en húngaro, II. István; en croata, Stjepan II; en eslovaco, Štefan II; c. 1101-c. 1131) fue rey de Hungría y Croacia desde 1116 hasta su muerte. Su padre, el rey Colomán, lo coronó cuando era niño y, de esta manera, negó el derecho de sucesión de su tío Álmos. En el primer año de su reinado, Venecia  ocupó Dalmacia y el monarca no puedo restaurar su poder en esa provincia. Su reinado se caracterizó por las frecuentes guerras con países vecinos.

## Primeros años
Esteban y su hermano gemelo, Ladislao, eran hijos del rey húngaro Colomán y su esposa Felicia de Sicilia. Según la Crónica iluminada (Chronicon Pictum), nacieron «... en el año de nuestro Señor 1101». Fue llamado Esteban por el primer rey de Hungría —que había sido canonizado en 1083—, esto implica que era por nacimiento el heredero de su padre. Un documento escrito en Zadar en aproximadamente el año 1105 hace mención de «Esteban, nuestro rey más famoso» junto con Colomán, lo que demuestra que este último había coronado rey a su hijo de cuatro años.
En el momento de la coronación de Esteban, Colomán había manifestado sus intenciones de asegurar la sucesión de su hijo. El ambicioso hermano de Colomán, Álmos —quien ya se había rebelado contra el rey en 1098— se opuso a este plan y abandonó Hungría. Primero buscó la ayuda del emperador teutón Enrique V e hizo un llamado al duque Boleslao III de Polonia. Cuando sus esfuerzos terminaron en fracaso, Álmos se sometió a Colomán y regresó a Hungría, aunque hizo varios intentos también fallidos para destronarlo en la década siguiente. Con el propósito de poner fin a la amenaza que estas conspiraciones representaban a la sucesión de Esteban, Colomán ordenó cegar Álmos y a su pequeño hijo Bela.

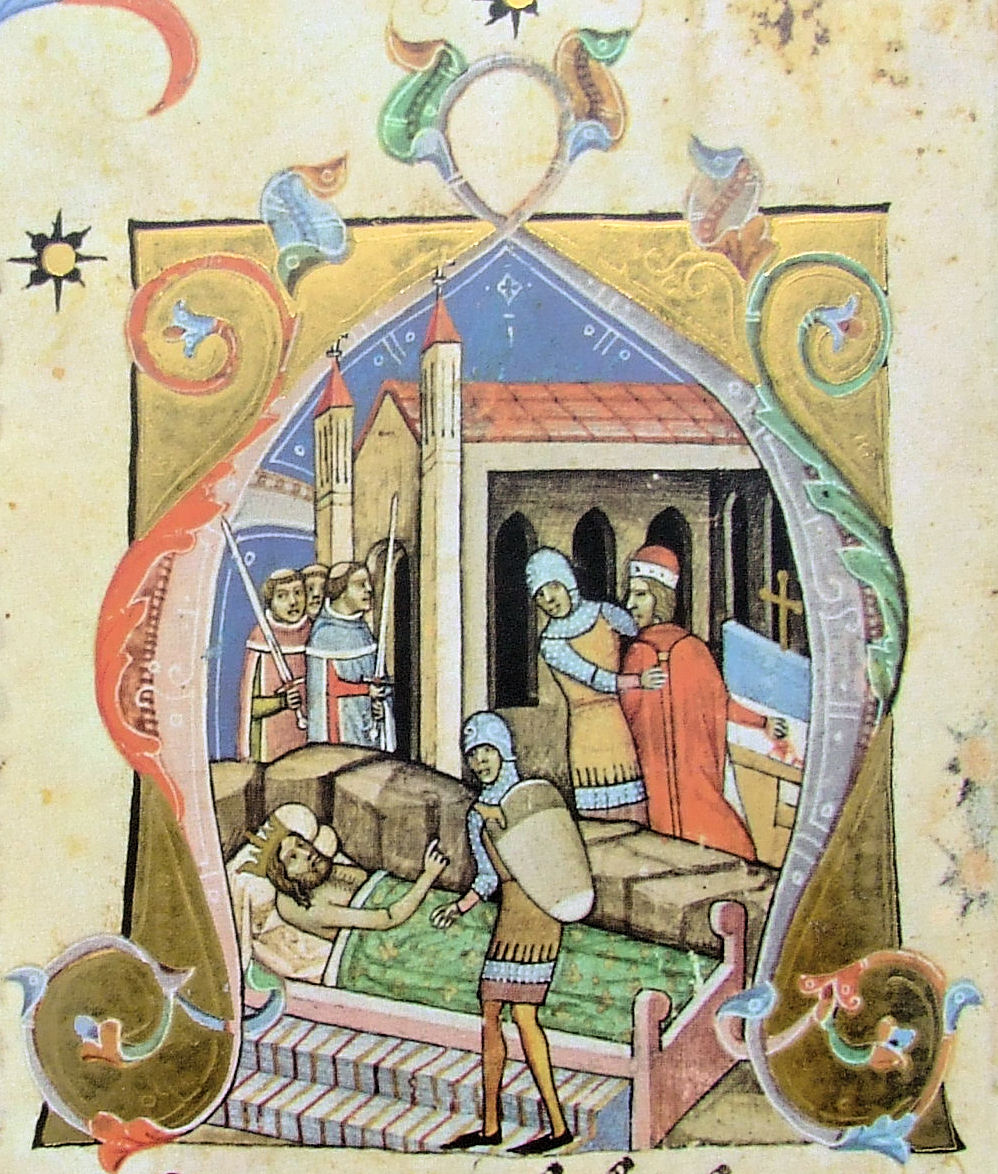
Colomán antes de morir mantiene encarcelado al ciego Álmos (Crónica iluminada).

Cuando Colomán cayó gravemente enfermo a principios de 1116, también ordenó encarcelar a su hermano Álmos. La Crónica iluminada narra que el rey moribundo «instruyó a su hijo y sus importantes hombres» a invadir el Rus de Kiev como venganza por el fracaso de Colomán en el asedio de Przemyśl en 1099. Colomán falleció el 3 de febrero de 1116.

## Reinado

### Guerras y conflictos internos (1116-1127)

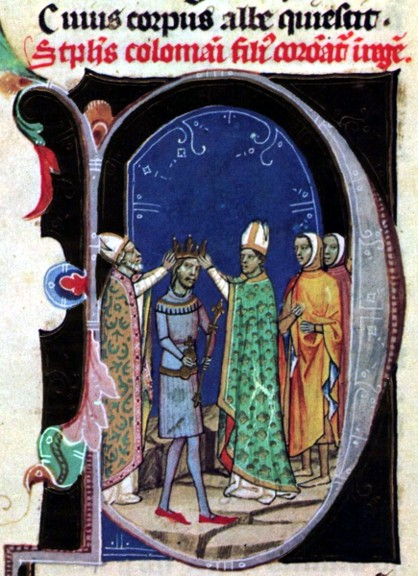
Coronación del rey Esteban II en febrero de 1116 (Crónica iluminada).

Esteban fue coronado rey en Székesfehérvár treinta días de la muerte de su padre. Su sucesión pacífica demostró la eficacia de las medidas que Colomán había implementado para evitar que Álmos usurpara el trono.  Por asesoramiento de su consejero, Esteban inició negociaciones con Vladislao I, duque de Bohemia, con el fin de mejorar las relaciones entre los países que se habían deteriorado en la década anterior. Los dos monarcas se encontraron en el río Olšava, que marcaba la frontera de sus dominios. Sin embargo, la falta de confianza mutua obstaculizó la apertura de las negociaciones y dio lugar a conflictos armados que se convirtieron en una batalla el 13 de mayo. En el campo de batalla, el ejército de Bohemia infligió una seria derrota a las tropas de Esteban. El cronista contemporáneo Cosmas de Praga culpó a los consejeros del joven rey por el fiasco, pero más tarde las crónicas húngaras medievales —compiladas durante los reinados de descendientes del oponente de Esteban, Álmos— escribieron que el rey actuaba sin consultar a sus asesores «... pues era de naturaleza impetuosa».

El pueblo húngaro es prodigioso en energía, grande en fuerza, y muy poderoso en armas militares —suficientes para luchar con un rey de tierras en cualquier lugar—. Después de la muerte de su rey, Colomán, sus príncipes [fueron] envia[dos] al duque Vladislav para renovar y confirmar con el nuevo rey, llamado Esteban, su paz antigua y amistad. Vladislav llegó al río Olšava, que separa los reinos de Hungría y Moravia. Inmediatamente, el pueblo húngaro, innumerables como las arenas o gotas de lluvia, cubrió la superficie del terreno en el campo de Lučsko, como langostas. [...] Pero, como dice la Escritura, “Ay de ti, tierra, cuando tu rey es muchacho [Eclesiastés 10:16]”[, s]us príncipes, por orgullo innato en ellos mismos, se desviaron de las palabras pacíficas del duque y mandaron respuestas que provocaron la contienda [en lugar de] traer el beso de paz.
Las crónicas de los checos por Cosmas de Praga. 

El dux Ordelafo Faliero había conquistado una isla en el golfo de Carnaro durante el último año del reinado de Coloman y volvió a Dalmacia a la cabeza de la flota veneciana en mayo de 1116. El 15 de julio, venció a las tropas húngaras que habían llegado para liberar Zadar. Posteriormente, las ciudades de la costa —entre ellas, Alba Maritima (Biograd na Moru), Sebenico (Šibenik), Spalato (Split) y Tragurio (Trogir)— se rindieron a Venecia y acabaron con la suzeranía de Esteban II a lo largo de la costa del mar Adriático. Sin embargo, en 1117 o 1118, las tropas magiares lograron derrotar a los venecianos y, en una de esas batallas, Ordelafo Faliero pereció cerca de Zadar, lo que permitió que Alba Maritima, Spalato y Tragurio volvieran a la soberanía del monarca húngaro. Sin embargo, el nuevo dogo —Domenico Michele— invadió y reconquistó Dalmacia. Una tregua de cinco años firmada en 1117 o 1118, volvió al statu quo: la captura veneciana de Dalmacia.
Las tropas de Esteban lanzaron una incursión de saqueo en Austria en 1118, lo que provocó más tarde ese mismo año un contrataque del margrave Leopoldo III. El duque de Bohemnia —Bořivoj II— apoyó a Leopoldo III y saqueó las regiones noroccidentales del Reino de Hungría. A pesar de esto, cuando Vladislao I destronó a su hermano Bořivoj II en 1120, este último huyó a Hungría y se estableció en la corte real.
Esteban se casó con una hija de Roberto I de Capua, a principios de los años 1120. El historiador Paul Stephenson indicó que la alianza matrimonial de Esteban con los normandos del sur de Italia «... tuvo que haber estado orientada en parte contra los venecianos». Los príncipes normandos de Capua eran partidarios incondicionales del papa durante la querella de las investiduras, lo que sugiere que el matrimonio también continuó la política exterior a favor del pontífice desarrollada su padre Colomán. Según Włodzimierz Dworzaczek, Esteban en 1121 se casó con Adelaida, hija de Enrique, burgrave de Ratisbona.
La prima de Esteban e hija de su tío Álmos —Adelaida, cuyo marido Soběslav I había sido expulsado de Moravia— llegó a Hungría a principios de 1123. Según Cosmas de Praga, Esteban «amablemente la recibió [...] reconociéndola como su pariente», lo cual implica que sus relaciones con su tío eran cordiales en ese tiempo. En el mismo año, el joven rey lanzó una expedición militar contra el Principado de Volinia para ayudar a su príncipe expulsado —Yaroslav Sviatopolich— a recuperar su trono. A pesar de que Sviatopolich fue asesinado al comienzo del asedio de su antigua capital, Volodímir-Volinski, Esteban decidió continuar la guerra. Sin embargo, según la Crónica iluminada, sus comandantes amenazaron con destronarle si continuaba el ataque y forzaron al rey a levantar el sitio y regresar a Hungría.

Cosma, del linaje de Paznan [Pázmány], se puso de pie ante el rey y dijo: “Señor, ¿qué es esto que está haciendo? Si con la muerte de una multitud de tus soldados Ud. toma el castillo, ¿a quién designará como su señor? Si elige a uno de sus nobles, no permanecerá aquí. ¿O desea abandonar su reino y solo se quedará con el ducado? [...] Nuestros barones no asaltarán el castillo. Volveremos a Hungría y escogeremos para nosotros un rey”. Entonces, por orden de los nobles, los heraldos anunciaron en el campamento que los húngaros regresarían lo más rápidamente posible a Hungría. Cuando el monarca se vio así privado con justa razón de la ayuda de su pueblo, volvió a Hungría.
Crónica iluminada. 

Aprovechando la ausencia de la flota veneciana del mar Adriático a causa de una expedición naval en el Levante mediterráneo, Esteban invadió Dalmacia en la primera mitad de 1124. Su carta en la que confirmó la liberación de Spalato y Tragurio en julio de 1124 es evidencia de que las regiones dálmatas centrales regresaron a su reino. No obstante, tras el regreso de la armada veneciana, las ciudades dálmatas se rindieron de nuevo, una tras otra. Según la Historia Ducum Veneticorum, solo los ciudadanos de Alba Maritima «... se atrevieron a resistirse al dogo y su ejército ...», pero «... su ciudad fue arrasada hasta sus cimientos».

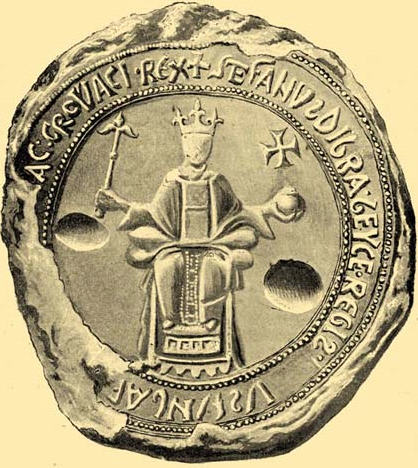
Sello real de Esteban II.

Según la Crónica iluminada, el ciego Álmos, «... temiendo [su] muerte a manos del rey Esteban ...», huyó al Imperio bizantino. Muchos de sus partidarios lo siguieron y el emperador bizantino Juan II Comneno los estableció en una ciudad en Macedonia. El historiador bizantino Juan Cinnamo afirmó que el emperador vio a Álmos «... favorablemente y lo recibió con amabilidad». Añadió que Esteban «envió a sus mensajeros al emperador y exigió que [... Álmos ...] fuera expulsado» del Imperio bizantino, pero su petición fue denegada. Las fuentes no especifican la fecha en que Álmos escapó, pero probablemente ocurrió en c. 1125. El historiador Ferenc Makk argumentó que Álmos fue forzado a huir de Hungría porque se había aprovechado de los fracasos de Esteban en Volinia y Dalmacia y conspiró contra el monarca. Álmos murió en Constantinopla en 1129.
Esteban volvió a reunirse con el duque Soběslav I —esposo de Adelaida— en octubre de 1126. El encuentro de los dos monarcas puso fin a las hostilidades entre las dos naciones. Alrededor del mismo año, el rey húngaro también firmó un acuerdo con el arzobispo de Salzburgo Conrado I.

### Últimos años (1127-1131)
De acuerdo con el cronista Nicetas Choniates, los ciudadanos de la ciudad bizantina de Braničevo «atacaron y saquearon a los húngaros que habían venido» al Imperio bizantino «para comerciar y perpetraron los peores crímenes contra ellos». En represalia, Esteban decidió emprender una guerra contra el Imperio bizantino. La Crónica iluminada relata que el monarca sin hijos «... así ordenó la sucesión al trono [...] después de su muerte, el hijo de su hermana Sofía, con el nombre de Saúl, debe reinar». La crónica no especifica la fecha de este evento, pero Ferenc Makk aseguró que Esteban probablemente declaró a Saúl como su heredero durante la primera mitad de 1127, antes de asaltar el Imperio bizantino.
Esteban entró en el imperio en el verano. Sus tropas saquearon Belgrado, Braničevo, Niš y las regiones alrededor de Serdica (Sofía) y Filipópolis (Plovdiv), antes de regresar a Hungría. En respuesta, el emperador Juan II Comneno se dirigió a Hungría en 1128, donde derrotó a las tropas reales en una batalla en Haram y «capturó Frangochorion, la tierra más rica en Hungría» (ahora en Serbia). Esteban no pudo participar en el conflicto porque «estaba enfermo en el cuerpo y se estaba recuperando en algún lugar en medio de su tierra», según Juan Cinnamo. La Crónica iluminada dice que su enfermedad era tan grave que «todos esperaban su muerte». La crónica agregó que los «traidores» llegaron a elegir a dos reyes, los «condes Bors e Iván». Al recuperar su salud, Esteban mandó a ejecutar a Iván y expulsó a Bors de su reino. Se especula que este último era Boris Kolomanović.
Juan Cinnamo escribió sobre una segunda campaña de Esteban contra el Imperio bizantino. Las tropas húngaras —apoyadas por refuerzos checos al mando del duque Vaclav de Olomouc— asaltaron Braničevo y destruyeron su fortaleza. El emperador Juan II Comneno se vio obligado a retirarse y solicitó la paz. El historiador Ferenc Makk indicó que el tratado de paz resultante fue firmado en octubre de 1129.

Al ir a Braničevo por segunda vez, [el emperador Juan] se apresuró a reconstruirla. Luego que pasó algún tiempo en la tarea, el ejército, que sufrió el invierno y la falta de necesidades, se encontraba en serio peligro. Cuando se enteró de esto, el rey de los húngaros decidió cruzar el Danubio lo más rápido posible y atacarlos inesperadamente. Sin embargo, en la tierra de los húngaros había una mujer, una latina de nacimiento, destacada en la riqueza y otras distinciones. Enviando [mensajero] al emperador, ella reveló qué se estaba planeando. Puesto que no podía comprometerlos con una fuerza equivalente, porque como se dijo que su ejército ya había sido superado por la enfermedad y la falta de necesidades, fortificó la ciudad donde fue posible y se retiró.
Hechos de Juan y Manuel Comneno por Juan Cinnamo. 

Durante muchos años, Esteban creyó que su primo Bela había muerto después de ser cegado por órdenes de Colomán. Luego de conocer en c. 1129 que Bela estaba vivo, el rey «... se regocijó con gran alegría ...», según la Crónica iluminada. Incluso concedió a Bela la ciudad de Tolna y arregló un matrimonio con Helena de Rascia.
La Crónica iluminada cuenta que Esteban mostró favoritismo flagrante hacia los «comanos», identificados como pechenegos o cumanos por los historiadores y que habían llegado a Hungría en los años 1120. En sus últimos años, incluso toleró los crímenes que cometieron contra sus súbditos, lo que provocó una revuelta. Antes de su muerte, Esteban «... dejó a un lado su condición real y tomó el hábito de un monje ...». Murió de disentería en la primavera de 1131. Ninguna fuente registró la fecha exacta de su muerte, pero la mayoría de sus biografías dicen que falleció el 1 de marzo. Fue enterrado en la catedral de Várad (Oradea).

## Matrimonio y descendencia
Según la Crónica iluminada, Esteban no tenía «el deseo de comprometerse con una esposa legítima, sino tomó concubinas y prostitutas». Sin embargo, sus consejeros, «afligidos que el reino estaba en un estado lamentable y el rey sin un heredero», lo convencieron para casarse. Eligieron a una hija del último Roberto I de Capua como la esposa del monarca, aunque su nombre no fue registrado en los manuscritos. Esteban murió sin hijos.
La siguiente genealogía presenta los antepasados de Esteban II de Hungría y sus familiares mencionados en el artículo:
|                    |                    |                    |                    | Sofía*             | Sofía*             | Sofía* | Sofía* | Sofía*     | Sofía*     |            |            |            |            | Geza I  | Geza I  | Geza I                         | Geza I                         | Geza I                         | Geza I                         |                                |                                | sinadena desconocida* | sinadena desconocida* | sinadena desconocida* | sinadena desconocida* | sinadena desconocida* | sinadena desconocida* |           |           |  |  |  |  |         |         |         |         |         |         |  |  |  |  |
|                    |                    |                    |                    | Sofía*             | Sofía*             | Sofía* | Sofía* | Sofía*     | Sofía*     |            |            |            |            | Geza I  | Geza I  | Geza I                         | Geza I                         | Geza I                         | Geza I                         |                                |                                | sinadena desconocida* | sinadena desconocida* | sinadena desconocida* | sinadena desconocida* | sinadena desconocida* | sinadena desconocida* |           |           |  |  |  |  |         |         |         |         |         |         |  |  |  |  |
|                    |                    |                    |                    |                    |                    |        |        |            |            |            |            |            |            |         |         |                                |                                |                                |                                |                                |                                |                       |                       |                       |                       |                       |                       |           |           |  |  |  |  |         |         |         |         |         |         |  |  |  |  |
|                    |                    |                    |                    |                    |                    |        |        |            |            |            |            |            |            |         |         |                                |                                |                                |                                |                                |                                |                       |                       |                       |                       |                       |                       |           |           |  |  |  |  |         |         |         |         |         |         |  |  |  |  |
| Felicia de Sicilia | Felicia de Sicilia | Felicia de Sicilia | Felicia de Sicilia | Felicia de Sicilia | Felicia de Sicilia |        |        |            |            | Colomán    | Colomán    | Colomán    | Colomán    | Colomán | Colomán |                                |                                | Eufemia de Kiev                | Eufemia de Kiev                | Eufemia de Kiev                | Eufemia de Kiev                | Eufemia de Kiev       | Eufemia de Kiev       |                       |                       |                       |                       |           |           |  |  |  |  | Álmos   | Álmos   | Álmos   | Álmos   | Álmos   | Álmos   |  |  |  |  |
| Felicia de Sicilia | Felicia de Sicilia | Felicia de Sicilia | Felicia de Sicilia | Felicia de Sicilia | Felicia de Sicilia |        |        |            |            | Colomán    | Colomán    | Colomán    | Colomán    | Colomán | Colomán |                                |                                | Eufemia de Kiev                | Eufemia de Kiev                | Eufemia de Kiev                | Eufemia de Kiev                | Eufemia de Kiev       | Eufemia de Kiev       |                       |                       |                       |                       |           |           |  |  |  |  | Álmos   | Álmos   | Álmos   | Álmos   | Álmos   | Álmos   |  |  |  |  |
|                    |                    |                    |                    |                    |                    |        |        |            |            |            |            |            |            |         |         |                                |                                |                                |                                |                                |                                |                       |                       |                       |                       |                       |                       |           |           |  |  |  |  |         |         |         |         |         |         |  |  |  |  |
|                    |                    |                    |                    |                    |                    |        |        |            |            |            |            |            |            |         |         |                                |                                |                                |                                |                                |                                |                       |                       |                       |                       |                       |                       |           |           |  |  |  |  |         |         |         |         |         |         |  |  |  |  |
| Sofía              | Sofía              | Sofía              | Sofía              | Sofía              | Sofía              |        |        | Esteban II | Esteban II | Esteban II | Esteban II | Esteban II | Esteban II |         |         | una hija de Roberto I de Capua | una hija de Roberto I de Capua | una hija de Roberto I de Capua | una hija de Roberto I de Capua | una hija de Roberto I de Capua | una hija de Roberto I de Capua |                       |                       | Ladislaus             | Ladislaus             | Ladislaus             | Ladislaus             | Ladislaus | Ladislaus |  |  |  |  | Bela II | Bela II | Bela II | Bela II | Bela II | Bela II |  |  |  |  |
| Sofía              | Sofía              | Sofía              | Sofía              | Sofía              | Sofía              |        |        | Esteban II | Esteban II | Esteban II | Esteban II | Esteban II | Esteban II |         |         | una hija de Roberto I de Capua | una hija de Roberto I de Capua | una hija de Roberto I de Capua | una hija de Roberto I de Capua | una hija de Roberto I de Capua | una hija de Roberto I de Capua |                       |                       | Ladislaus             | Ladislaus             | Ladislaus             | Ladislaus             | Ladislaus | Ladislaus |  |  |  |  | Bela II | Bela II | Bela II | Bela II | Bela II | Bela II |  |  |  |  |
|                    |                    |                    |                    |                    |                    |        |        |            |            |            |            |            |            |         |         |                                |                                |                                |                                |                                |                                |                       |                       |                       |                       |                       |                       |           |           |  |  |  |  |         |         |         |         |         |         |  |  |  |  |
| Saúl               |                    |                    |                    |                    |                    |        |        |            |            |            |            |            |            |         |         |                                |                                |                                |                                |                                |                                |                       |                       |                       |                       |                       |                       |           |           |  |  |  |  |         |         |         |         |         |         |  |  |  |  |

* No se sabe si la primera o segunda esposa de Geza fue la madre de sus hijos.

## Ancestros
| \| \| \| \| \| \| \| \| \| \| \| \| \| \| \| \| \| \| \| \| 16. Basilio \| \| \| \| \| \| \| \| \| \| \| \| \| \| \| \| \| \| \| \| \| \| \| \| \| \| \| \| \| \| \| \| \| \| \| \| \| \| \| \| \| \| \| \| \| \| \| \| \| \| \| \| \| \| 8. Bela I de Hungría \| \| \| \| \| \| \| \| \| \| \| \| \| \| \| \| \| \| \| \| \| \| \| \| \| \| \| \| \| \| \| \| \| \| \| \| \| \| \| \| \| \| \| \| \| \| \| \| \| \| \| \| \| \| 17. dama del clan Tátony \| \| \| \| \| \| \| \| \| \| \| \| \| \| \| \| \| \| \| \| \| \| \| \| \| \| \| \| \| \| \| \| \| \| \| \| \| \| \| \| \| \| \| \| \| \| \| \| \| \| \| \| \| \| 4. Geza I de Hungría \| \| \| \| \| \| \| \| \| \| \| \| \| \| \| \| \| \| \| \| \| \| \| \| \| \| \| \| \| \| \| \| \| \| \| \| \| \| \| \| \| \| \| \| \| \| \| \| \| \| \| \| \| \| 18. Miecislao II Lampert de Polonia \| \| \| \| \| \| \| \| \| \| \| \| \| \| \| \| \| \| \| \| \| \| \| \| \| \| \| \| \| \| \| \| \| \| \| \| \| \| \| \| \| \| \| \| \| \| \| \| \| \| \| \| \| \| 9. Riquilda de Polonia \| \| \| \| \| \| \| \| \| \| \| \| \| \| \| \| \| \| \| \| \| \| \| \| \| \| \| \| \| \| \| \| \| \| \| \| \| \| \| \| \| \| \| \| \| \| \| \| \| \| \| \| \| \| 19. Riquilda de Lotaringia \| \| \| \| \| \| \| \| \| \| \| \| \| \| \| \| \| \| \| \| \| \| \| \| \| \| \| \| \| \| \| \| \| \| \| \| \| \| \| \| \| \| \| \| \| \| \| \| \| \| \| \| \| \| 2. Colomán de Hungría \| \| \| \| \| \| \| \| \| \| \| \| \| \| \| \| \| \| \| \| \| \| \| \| \| \| \| \| \| \| \| \| \| \| \| \| \| \| \| \| \| \| \| \| \| \| \| \| \| \| \| \| \| \| 5. Sofía \| \| \| \| \| \| \| \| \| \| \| \| \| \| \| \| \| \| \| \| \| \| \| \| \| \| \| \| \| \| \| \| \| \| \| \| \| \| \| \| \| \| \| \| \| \| \| \| \| \| \| \| \| \| 1. Esteban II de Hungría \| \| \| \| \| \| \| \| \| \| \| \| \| \| \| \| \| \| \| \| \| \| \| \| \| \| \| \| \| \| \| \| \| \| \| \| \| \| \| \| \| \| \| \| \| \| \| \| \| \| \| \| \| \| 12. Tancredo de Hauteville \| \| \| \| \| \| \| \| \| \| \| \| \| \| \| \| \| \| \| \| \| \| \| \| \| \| \| \| \| \| \| \| \| \| \| \| \| \| \| \| \| \| \| \| \| \| \| \| \| \| \| \| \| \| 6. Roger I de Sicilia \| \| \| \| \| \| \| \| \| \| \| \| \| \| \| \| \| \| \| \| \| \| \| \| \| \| \| \| \| \| \| \| \| \| \| \| \| \| \| \| \| \| \| \| \| \| \| \| \| \| \| \| \| \| 13. Fressenda \| \| \| \| \| \| \| \| \| \| \| \| \| \| \| \| \| \| \| \| \| \| \| \| \| \| \| \| \| \| \| \| \| \| \| \| \| \| \| \| \| \| \| \| \| \| \| \| \| \| \| \| \| \| 3. Felicia de Sicilia \| \| \| \| \| \| \| \| \| \| \| \| \| \| \| \| \| \| \| \| \| \| \| \| \| \| \| \| \| \| \| \| \| \| \| \| \| \| \| \| \| \| \| \| \| \| \| \| \| \| \| \| |                                     |  |  |  |  |  |  |  |  |  |  |  |  |  |  |  |
| |                                     |  |  |  |  |  |  |  |  |  |  |  |  |  |  |  |
| | 16. Basilio                         |  |  |  |  |  |  |  |  |  |  |  |  |  |  |  |
| |                                     |  |  |  |  |  |  |  |  |  |  |  |  |  |  |  |
| |                                     |  |  |  |  |  |  |  |  |  |  |  |  |  |  |  |
| | 8. Bela I de Hungría                |  |  |  |  |  |  |  |  |  |  |  |  |  |  |  |
| |                                     |  |  |  |  |  |  |  |  |  |  |  |  |  |  |  |
| |                                     |  |  |  |  |  |  |  |  |  |  |  |  |  |  |  |
| | 17. dama del clan Tátony            |  |  |  |  |  |  |  |  |  |  |  |  |  |  |  |
| |                                     |  |  |  |  |  |  |  |  |  |  |  |  |  |  |  |
| |                                     |  |  |  |  |  |  |  |  |  |  |  |  |  |  |  |
| | 4. Geza I de Hungría                |  |  |  |  |  |  |  |  |  |  |  |  |  |  |  |
| |                                     |  |  |  |  |  |  |  |  |  |  |  |  |  |  |  |
| |                                     |  |  |  |  |  |  |  |  |  |  |  |  |  |  |  |
| | 18. Miecislao II Lampert de Polonia |  |  |  |  |  |  |  |  |  |  |  |  |  |  |  |
| |                                     |  |  |  |  |  |  |  |  |  |  |  |  |  |  |  |
| |                                     |  |  |  |  |  |  |  |  |  |  |  |  |  |  |  |
| | 9. Riquilda de Polonia              |  |  |  |  |  |  |  |  |  |  |  |  |  |  |  |
| |                                     |  |  |  |  |  |  |  |  |  |  |  |  |  |  |  |
| |                                     |  |  |  |  |  |  |  |  |  |  |  |  |  |  |  |
| | 19. Riquilda de Lotaringia          |  |  |  |  |  |  |  |  |  |  |  |  |  |  |  |
| |                                     |  |  |  |  |  |  |  |  |  |  |  |  |  |  |  |
| |                                     |  |  |  |  |  |  |  |  |  |  |  |  |  |  |  |
| | 2. Colomán de Hungría               |  |  |  |  |  |  |  |  |  |  |  |  |  |  |  |
| |                                     |  |  |  |  |  |  |  |  |  |  |  |  |  |  |  |
| |                                     |  |  |  |  |  |  |  |  |  |  |  |  |  |  |  |
| | 5. Sofía                            |  |  |  |  |  |  |  |  |  |  |  |  |  |  |  |
| |                                     |  |  |  |  |  |  |  |  |  |  |  |  |  |  |  |
| |                                     |  |  |  |  |  |  |  |  |  |  |  |  |  |  |  |
| | 1. Esteban II de Hungría            |  |  |  |  |  |  |  |  |  |  |  |  |  |  |  |
| |                                     |  |  |  |  |  |  |  |  |  |  |  |  |  |  |  |
| |                                     |  |  |  |  |  |  |  |  |  |  |  |  |  |  |  |
| | 12. Tancredo de Hauteville          |  |  |  |  |  |  |  |  |  |  |  |  |  |  |  |
| |                                     |  |  |  |  |  |  |  |  |  |  |  |  |  |  |  |
| |                                     |  |  |  |  |  |  |  |  |  |  |  |  |  |  |  |
| | 6. Roger I de Sicilia               |  |  |  |  |  |  |  |  |  |  |  |  |  |  |  |
| |                                     |  |  |  |  |  |  |  |  |  |  |  |  |  |  |  |
| |                                     |  |  |  |  |  |  |  |  |  |  |  |  |  |  |  |
| | 13. Fressenda                       |  |  |  |  |  |  |  |  |  |  |  |  |  |  |  |
| |                                     |  |  |  |  |  |  |  |  |  |  |  |  |  |  |  |
| |                                     |  |  |  |  |  |  |  |  |  |  |  |  |  |  |  |
| | 3. Felicia de Sicilia               |  |  |  |  |  |  |  |  |  |  |  |  |  |  |  |
| |                                     |  |  |  |  |  |  |  |  |  |  |  |  |  |  |  |
| |                                     |  |  |  |  |  |  |  |  |  |  |  |  |  |  |  |